# Leda Abati
Leda Abati (* 12. Januar 1975) ist eine italienische Biathletin.
Leda Abati debütierte international in der Saison 2000/01 im Biathlon-Europacup. Im letzten Rennen der Saison schaffte sie mit Céline Drezet, Dijana Grudiček und Caroline Kilchenmann in einer internationalen Staffel mit Rang zwei eine erste Podestplatzierung. Die Biathlon-Europameisterschaften 2001 in der Haute-Maurienne wurden der Höhepunkt der Saison. Abati wurde 40. des Einzels, 44. des Sprints und 34. der Verfolgung. Auch bei der EM 2002 in Kontiolahti startete sie in den drei Wettbewerben und kam auf die Ränge 38 im Einzel, 29 im Sprint und 34 im Verfolgungsrennen. Die Saison 2002/03 wurde die erfolgreichste der Italienerin. In Méribel belegte sie hinter Anne-Laure Mignerey bei einem Einzel mit Rang zwei ihr bestes Ergebnis im Europacup. In der Gesamtwertung wurde sie Dritte hinter Ann Helen Grande und Teja Gregorin. Abatis dritte Europameisterschaften wurden zum Saisonhöhepunkt. Sie kam im Einzel auf Rang 25, wurde 40. im Sprint, 32. der Verfolgung und mit Siegrid Pallhuber Romina Demetz und Katja Haller als Schlussläuferin der Staffel Achte.